# Saison 1931-1932 de la Juventus FC
Maillots
Chronologie
Saison précédente Saison suivante
La saison 1931-1932 du Foot-Ball Club Juventus est la trentième de l'histoire du club, créé trente-cinq ans plus tôt en 1897.
Le club de Turin prend ici part à la 32e édition du championnat d'Italie (de la Serie A), ainsi qu'à la 6e édition de la Coupe d'Europe centrale.

## Historique
Cette saison, la Juventus d'Edoardo Agnelli (président) et de Carlo Carcano (entraîneur), championne d'Italie, tente pour la première fois, confiante, de réaliser un doublé avec un second scudetto consécutif.
Solidement en place la saison dernière, le noyau de l'effectif bianconero est sauvegardé, et n'arrivent dans l'effectif au cours de cette saison que quelques renforts, les attaquants Enzo Rosa, ainsi que l'oriundo brésilien Pietro Sernagiotto (qui lui, fut acheté à la fin de l'année 1930 mais disqualifié pendant un an car ayant conclu un accord de bonne foi avec le Genoa avant de finalement signer à la Juve).

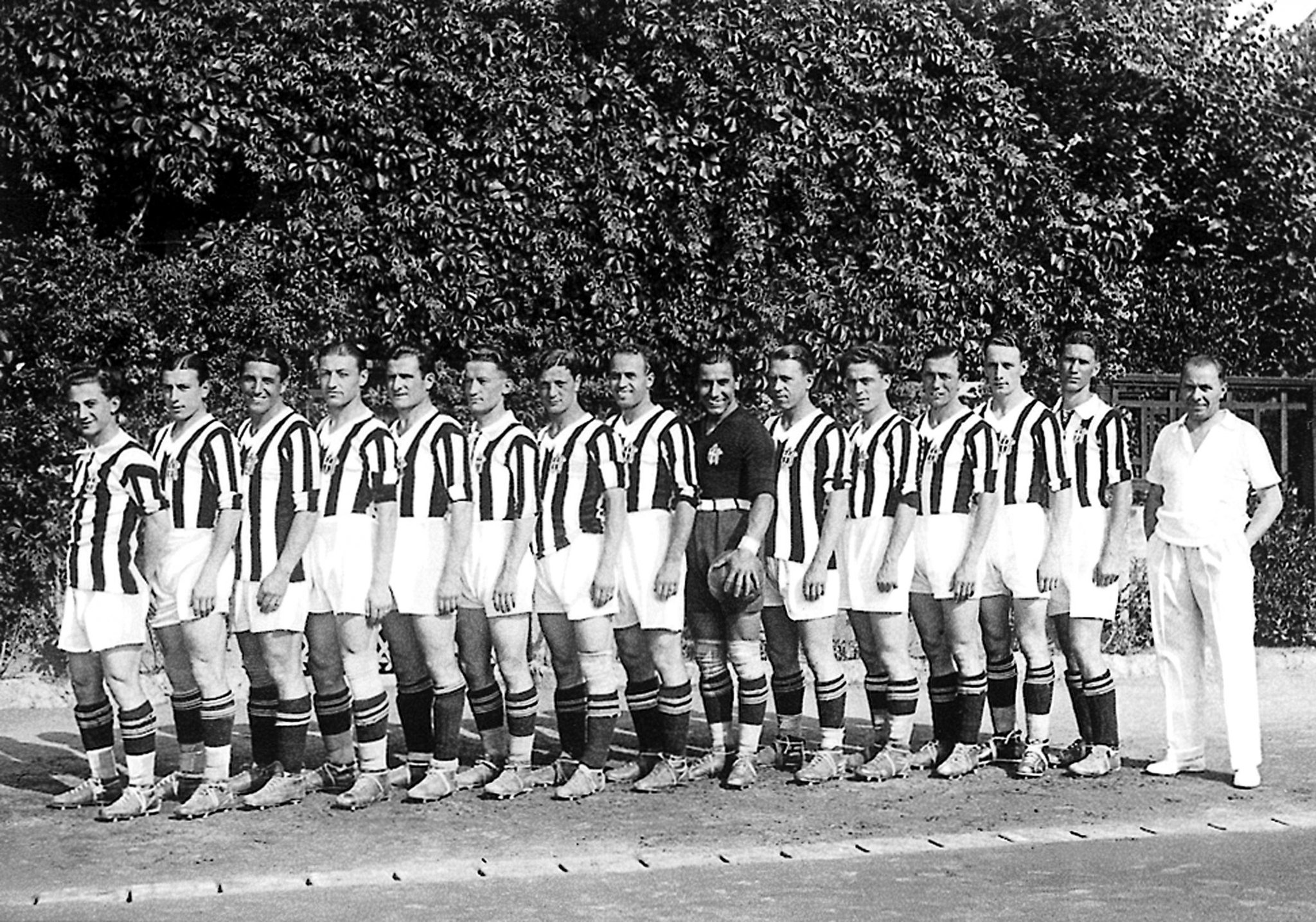
Les bianconeri champions d'Italie et demi-finalistes de la Coupe d'Europe centrale.

C'est le dimanche 20 septembre 1931 que la Juventus ouvre sa saison en se séparant sur un nul un but partout (but de Monti) contre Pro Patria, avant une grosse victoire 5-3 la semaine suivante contre Naples (doublés juventini de Ferrari et Orsi et but de Vecchina). À partir de la 4e journée, la Juve enchaîne 7 victoires consécutives, avant d'être arrêtés à Bologne par un nul 1 à 1 (réalisation turinoise de Bertolini). Deux semaines plus tard le 27 décembre, les piémontais subissent leur première défaite de la saison face au club de la capitale de la SS Lazio par 2 buts à 1 (malgré un but d'Orsi sur penalty). Le 17 janvier 1932, pour le second match de la nouvelle année, le FBC Juventus humilie ses rivaux de l'Ambrosiana-Inter 6-2 (grâce aux réalisations de Maglio, Ferrari, Munerati, Orsi et Vecchina), puis humilie ensuite le Pro Patria 7-2 pour la première rencontre de la phase retour lors de la 18e journée (triplé de Vecchina, doublé d'Orsi et des buts de Munerati et Varglien I). Le 6 mars, les bianconeri infligent un 7-1 cuisant à l'AS Rome, grâce à 3 doublés de Ferrari, Orsi et Vecchina, et d'un but de Cesarini, ainsi qu'un 7 à 3 trois semaines après contre Bari (avec des réalisations d'Orsi, de Bertolini, de Munerati, de Vecchina et de Monti). Le dimanche 15 mai, lors du choc de la ville de Turin du derby della Mole contre le Torino FC, la société bianconera gagne sur le score de 3 buts à rien (grâce à Ferrari, Munerati et Cesarini). Lors de l'avant dernière journée du 5 juin, la Juventus remporte son 10e succès consécutif (nouveau record du club et du championnat, qui tiendra pendant 74 ans) grâce à Monti, Ferrari et Orsi qui infligent un 4-2 à l'extérieur contre l'Ambrosiana. Au cours du dernier match de la saison au Campo di Corso Marsiglia, le club juventino, déjà champion, et les florentins de Fiorentina se séparent sur le score de 2 partout (buts turinois d'Orsi et de Varglien II).
Avec finalement 54 points, un de moins que la saison précédente, le Foot-Ball Club Juventus, devant son dauphin, Bologne (avec qui le club livra une intense bataille surtout lors de la seconde phase), devient à bouveau champion d'Italie (de cette Serie A 1931-1932), second scudetto d'affilée pour l'équipe piémontaise, en partie grâce à la meilleure attaque de la compétition, donc à ses 89 buts inscrits (dont 65 à domicile) pour seulement 38 encaissés. Ce titre fut le premier de leur série, appelée le Quinquennat d'or.

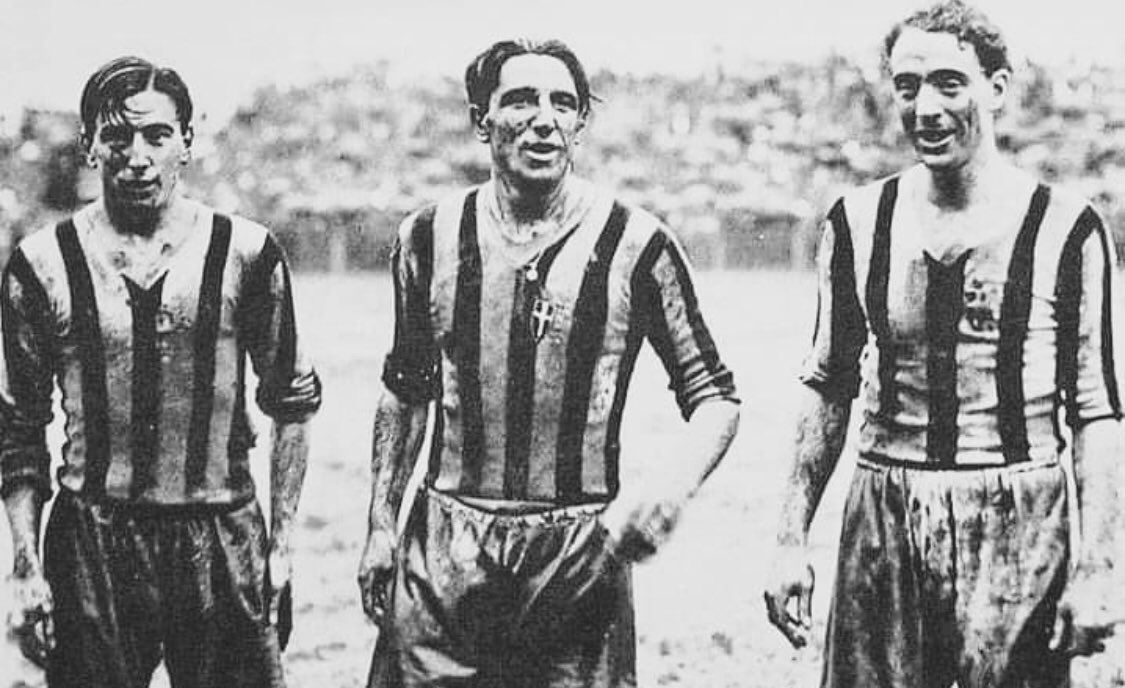
Orsi, Vecchina et Munerati quittent le terrain de Corso Marsiglia à la fin du match-scudetto victorieux contre le Bologne (3-2) du 1 mai 1932.

Raimundo Orsi, avec ses 20 buts en championnat (dont 5 sur penalty), devient cette année-là le 5e meilleur buteur de Serie A.
Quelques semaines seulement après la fin du tournoi, l'effectif prend part pour la troisième fois à la Coupe d'Europe centrale. Le mercredi 29 juin à Turin, Madame entame son premier match européen de la saison contre les Hongrois du Ferencváros FC. C'est finalement la Juventus qui remporte ce premier match avec succès sur le score de 3-0 grâce à des buts d'Orsi, de Cesarini et de Sernagiotto. Lors de la partie retour à Budapest au stade Üllői-úti Pálya, le score se finaliste à 3 buts partout (avec des buts d'Orsi et de Cesarini sur un doublé, pour la Juve), dans un match très controversé, en raison des buts hongrois qui furent tous inscrits sur penalty par Sárosi. Mais ce nul reste néanmoins suffisant pour permettre à la Dame turinoise de passer pour la première fois le cap des quarts-de-finale, où elle se retrouve pour la deuxième fois de sa courte histoire internationale, contre le club d'Europe centrale du Slavia Prague. Avec le même arbitre qu'au match précédent, le match aller à Prague voit les tchécoslovaques remporter haut la main le match 4 buts à 0. Quatre jours plus tard, le dimanche 10 juillet 1932, le match, pourtant bien démarré (2 à 0 pour l'effectif piémontais) se voit arrêter à la suite de problèmes sur le terrain. Les deux clubs furent disqualifiés, et la finale fut l'autre demi-finale, remportée par l'AGC Bologne.
Avec également un trophée amical à son actif, la Coupe Barattia, cette saison est un succès pour le FBC Juventus, restant sur le toit de l'Italie, mais ayant également réussit à se hisser dans le dernier carré européen.

## Déroulement de la saison

### Résultats en championnat
- Phase aller

| dimanche 20 septembre 1931 1re journée | Pro Patria    | 1 - 1 | Juventus  | Stadium, Busto Arsizio 15h30 Arbitre : Bertoli |
| dimanche 20 septembre 1931 1re journée | Cazzaniga 75e |       | 40e Monti | Stadium, Busto Arsizio 15h30 Arbitre : Bertoli |

| dimanche 27 septembre 1931 2e journée | Juventus                                     | 5 - 3 | Naples                                          | Campo di Corso Marsiglia, Turin 15h00 Arbitre : Rovida |
| dimanche 27 septembre 1931 2e journée | Ferrari 3e 24e · Vecchina 39e · Orsi 55e 68e |       | 15e Buscaglia · 58e Vojak I · 35e (csc) Rosetta | Campo di Corso Marsiglia, Turin 15h00 Arbitre : Rovida |

| dimanche 4 octobre 1931 3e journée | Casale          | 1 - 1 | Juventus       | Stade Natale Palli, Casale Monferrato 15h00 Arbitre : Lenti |
| dimanche 4 octobre 1931 3e journée | Migliavacca 15e |       | 52e Varglien I | Stade Natale Palli, Casale Monferrato 15h00 Arbitre : Lenti |

| dimanche 11 octobre 1931 4e journée | Juventus              | 2 - 0 | Milan | Campo di Corso Marsiglia, Turin 15h00 Arbitre : Melandri |
| dimanche 11 octobre 1931 4e journée | Orsi 5e · Ferrari 54e |       |       | Campo di Corso Marsiglia, Turin 15h00 Arbitre : Melandri |

| dimanche 18 octobre 1931 5e journée | Roma               | 2 - 0 | Juventus | Campo Testaccio, Rome 15h00 Arbitre : Rovida |
| dimanche 18 octobre 1931 5e journée | Bernardini 13e 85e |       |          | Campo Testaccio, Rome 15h00 Arbitre : Rovida |

| dimanche 25 octobre 1931 6e journée | Juventus         | 2 - 1 | Genova       | Campo di Corso Marsiglia, Turin 15h00 Arbitre : Caironi |
| dimanche 25 octobre 1931 6e journée | Munerati 52e 56e |       | 83e Levratto | Campo di Corso Marsiglia, Turin 15h00 Arbitre : Caironi |

| dimanche 1er novembre 1931 7e journée | Juventus                                | 3 - 0 | Alexandrie | Campo di Corso Marsiglia, Turin 15h00 Arbitre : Barlassina |
| dimanche 1er novembre 1931 7e journée | Ferrari 65e · Maglio 81e · Cesarini 90e |       |            | Campo di Corso Marsiglia, Turin 15h00 Arbitre : Barlassina |

| dimanche 8 novembre 1931 8e journée | Bari | 0 - 1        | Juventus | Campo degli Sport, Bari 14h30 Arbitre : Lenti |
| dimanche 8 novembre 1931 8e journée |      | 85e Munerati |          | Campo degli Sport, Bari 14h30 Arbitre : Lenti |

| dimanche 22 novembre 1931 9e journée | Triestina | 0 - 1    | Juventus | Stadio Montebello, Triestina 14h30 Arbitre : Caironi |
| dimanche 22 novembre 1931 9e journée |           | 40e Orsi |          | Stadio Montebello, Triestina 14h30 Arbitre : Caironi |

| dimanche 29 novembre 1931 10e journée | Juventus                                    | 4 - 1 | Pro Vercelli | Campo di Corso Marsiglia, Turin 14h30 Arbitre : Guarnieri |
| dimanche 29 novembre 1931 10e journée | Maglio 13e 72e · Ferrari 25e · Munerati 86e |       | 76e Ferraris | Campo di Corso Marsiglia, Turin 14h30 Arbitre : Guarnieri |

| dimanche 6 décembre 1931 11e journée | Bologne       | 1 - 1 | Juventus      | Stadio Littoriale, Bologne 14h30 Arbitre : Lenti |
| dimanche 6 décembre 1931 11e journée | Reguzzoni 23e |       | 56e Bertolini | Stadio Littoriale, Bologne 14h30 Arbitre : Lenti |

| dimanche 20 décembre 1931 12e journée | Torino | 0 - 0 | Juventus | Stadio Filadelfia, Turin 14h30 Arbitre : Carraro |
| dimanche 20 décembre 1931 12e journée |        |       |          | Stadio Filadelfia, Turin 14h30 Arbitre : Carraro |

| dimanche 27 décembre 1931 13e journée | Juventus        | 1 - 2 | Lazio                   | Campo di Corso Marsiglia, Turin 14h30 Arbitre : Dani |
| dimanche 27 décembre 1931 13e journée | Orsi 33e (pen.) |       | 6e Fantoni · 7e Spivach | Campo di Corso Marsiglia, Turin 14h30 Arbitre : Dani |

| dimanche 3 janvier 1932 14e journée | Juventus         | 3 - 0 | Modène | Campo di Corso Marsiglia, Turin 14h30 Arbitre : Barlassina |
| dimanche 3 janvier 1932 14e journée | Orsi 18e 34e 71e |       |        | Campo di Corso Marsiglia, Turin 14h30 Arbitre : Barlassina |

| dimanche 10 janvier 1932 15e journée | Brescia | 0 - 4                                                | Juventus | Stadio Comunale, Brescia 14h30 Arbitre : Lenti |
| dimanche 10 janvier 1932 15e journée |         | 25e Ferrari · 51e Orsi · 53e Vecchina · 81e Munerati |          | Stadio Comunale, Brescia 14h30 Arbitre : Lenti |

| dimanche 17 janvier 1932 16e journée | Juventus                                                              | 6 - 2 | Ambrosiana-Inter          | Campo di Corso Marsiglia, Turin 14h30 Arbitre : Dani |
| dimanche 17 janvier 1932 16e journée | Maglio 16e 60e · Ferrari 17e · Munerati 76e · Orsi 82e · Vecchina 89e |       | 34e Scarone · 53e Demaria | Campo di Corso Marsiglia, Turin 14h30 Arbitre : Dani |

| dimanche 24 janvier 1932 17e journée | Fiorentina   | 1 - 2 | Juventus                         | Stadio Giovanni Berta, Florence 14h30 Arbitre : Guarnieri |
| dimanche 24 janvier 1932 17e journée | Prendato 87e |       | 12e Munerati · 88e (csc) Gazzari | Stadio Giovanni Berta, Florence 14h30 Arbitre : Guarnieri |

- Phase retour

| dimanche 31 janvier 1932 18e journée | Juventus                                                            | 7 - 2 | Pro Patria               | Campo di Corso Marsiglia, Turin 14h30 Arbitre : Biancone |
| dimanche 31 janvier 1932 18e journée | Vecchina 29e 31e 85e · Munerati 36e · Orsi 64e 90e · Varglien I 68e |       | 35e 78e (pen.) Cazzaniga | Campo di Corso Marsiglia, Turin 14h30 Arbitre : Biancone |

| dimanche 7 février 1932 19e journée | Naples            | 2 - 0 | Juventus | Stadio Giorgio Ascarelli, Naples 14h30 Arbitre : Melandri |
| dimanche 7 février 1932 19e journée | Sallustro 60e 90e |       |          | Stadio Giorgio Ascarelli, Naples 14h30 Arbitre : Melandri |

| dimanche 21 février 1932 20e journée | Juventus                                | 3 - 2 | Casale                      | Campo di Corso Marsiglia, Turin 15h00 Arbitre : Ciamberlini |
| dimanche 21 février 1932 20e journée | Rosa 57e · Varglien I 82e · Ferrari 87e |       | 1re De Marchi · 36e Celoria | Campo di Corso Marsiglia, Turin 15h00 Arbitre : Ciamberlini |

| dimanche 28 février 1932 21e journée | Milan | 0 - 0 | Juventus | Stadio San Siro, Milan 15h00 Arbitre : Lenti |
| dimanche 28 février 1932 21e journée |       |       |          | Stadio San Siro, Milan 15h00 Arbitre : Lenti |

| dimanche 6 mars 1932 22e journée | Juventus                                                        | 7 - 1 | Roma           | Campo di Corso Marsiglia, Turin 15h00 Arbitre : Carraro |
| dimanche 6 mars 1932 22e journée | Ferrari 9e 14e · Orsi 11e 52e · Cesarini 15e · Vecchina 59e 76e |       | 40e Bernardini | Campo di Corso Marsiglia, Turin 15h00 Arbitre : Carraro |

| dimanche 13 mars 1932 23e journée | Genova                     | 2 - 0 | Juventus | Stadio Marassi, Gênes 15h00 Arbitre : Barlassina |
| dimanche 13 mars 1932 23e journée | Mazzoni 50e · Casanova 87e |       |          | Stadio Marassi, Gênes 15h00 Arbitre : Barlassina |

| lundi 28 mars 1932 24e journée | Alexandrie      | 2 - 3 | Juventus                        | Stadio del Littorio, Alexandrie 15h00 Arbitre : Caironi |
| lundi 28 mars 1932 24e journée | Cattaneo 9e 17e |       | 15e 27e Munerati · 75e Vecchina | Stadio del Littorio, Alexandrie 15h00 Arbitre : Caironi |

| dimanche 3 avril 1932 25e journée | Juventus                                                                   | 7 - 3 | Bari                           | Campo di Corso Marsiglia, Turin 15h00 Arbitre : Gonani |
| dimanche 3 avril 1932 25e journée | Orsi 14e · Bertolini 50e · Munerati 60e 62e · Vecchina 69e 85e · Monti 80e |       | 26e 75e Bisigato · 84e Rossini | Campo di Corso Marsiglia, Turin 15h00 Arbitre : Gonani |

| dimanche 17 avril 1932 26e journée | Juventus                                       | 4 - 2 | Triestina                  | Campo di Corso Marsiglia, Turin 15h30 Arbitre : Scotto |
| dimanche 17 avril 1932 26e journée | Cesarini 9e 78e · Ferrari 30e · Varglien I 64e |       | 8e Brossi · 16e De Manzano | Campo di Corso Marsiglia, Turin 15h30 Arbitre : Scotto |

| dimanche 24 avril 1932 27e journée | Pro Vercelli | 1 - 2 | Juventus                  | Stadio Foro Boario, Verceil 15h30 Arbitre : Caironi |
| dimanche 24 avril 1932 27e journée | Piola 76e    |       | 7e Vecchina · 65e Ferrari | Stadio Foro Boario, Verceil 15h30 Arbitre : Caironi |

| dimanche 1er mai 1932 28e journée | Juventus                           | 3 - 2 | Bologne                 | Campo di Corso Marsiglia, Turin 15h30 Arbitre : Lenti |
| dimanche 1er mai 1932 28e journée | Orsi 14e (pen.) · Vecchina 54e 78e |       | 6e Maini · 41e Schiavio | Campo di Corso Marsiglia, Turin 15h30 Arbitre : Lenti |

| dimanche 15 mai 1932 29e journée | Juventus                                  | 3 - 0 | Torino | Campo di Corso Marsiglia, Turin 15h30 Arbitre : Barlassina |
| dimanche 15 mai 1932 29e journée | Ferrari 16e · Munerati 23e · Cesarini 56e |       |        | Campo di Corso Marsiglia, Turin 15h30 Arbitre : Barlassina |

| dimanche 22 mai 1932 30e journée | Lazio | 0 - 3                           | Juventus | Stadio Rondinella, Rome 15h30 Arbitre : Carraro |
| dimanche 22 mai 1932 30e journée |       | 29e 83e Cesarini · 49e Munerati |          | Stadio Rondinella, Rome 15h30 Arbitre : Carraro |

| jeudi 26 mai 1932 31e journée | Modène | 0 - 1             | Juventus | Stadio di via Fontanelli, Modène 15h30 Arbitre : Giorgi |
| jeudi 26 mai 1932 31e journée |        | · 24e (pen.) Orsi |          | Stadio di via Fontanelli, Modène 15h30 Arbitre : Giorgi |

| dimanche 29 mai 1932 32e journée | Juventus                                     | 3 - 0 | Brescia | Campo di Corso Marsiglia, Turin 15h30 Arbitre : Ciamberlini |
| dimanche 29 mai 1932 32e journée | Vecchina 42e · Ferrari 68e · Orsi 86e (pen.) |       |         | Campo di Corso Marsiglia, Turin 15h30 Arbitre : Ciamberlini |

| dimanche 5 juin 1932 33e journée | Ambrosiana-Inter        | 2 - 4 | Juventus                               | Stadio San Siro, Milan 15h30 Arbitre : Carraro |
| dimanche 5 juin 1932 33e journée | Meazza 4e · Mariani 90e |       | 15e Monti · 57e 83e Ferrari · 85e Orsi | Stadio San Siro, Milan 15h30 Arbitre : Carraro |

| dimanche 12 juin 1932 34e journée | Juventus                          | 2 - 2 | Fiorentina                | Campo di Corso Marsiglia, Turin 15h30 Arbitre : Quilleri |
| dimanche 12 juin 1932 34e journée | Orsi 21e (pen.) · Varglien II 54e |       | 3e Petrone · 23e Galluzzi | Campo di Corso Marsiglia, Turin 15h30 Arbitre : Quilleri |

#### Classement
|  |    | Classement final 1931-1932 | Pts | MJ | V  | N | D  | BP | BC | Dif |
|  | -- | -------------------------- | --- | -- | -- | - | -- | -- | -- | --- |
|  | 1. | Juventus                   | 54  | 34 | 24 | 6 | 4  | 89 | 38 | +51 |
|  | 2. | Bologne                    | 50  | 34 | 21 | 8 | 5  | 85 | 33 | +52 |
|  | 3. | Roma                       | 40  | 34 | 16 | 8 | 10 | 53 | 42 | +11 |

| 4e titre La Juventus championne d'Italie de Serie A de 1931-1932 |

### Résultats en coupe d'Europe centrale
- Quarts-de-finale

| mercredi 29 juin 1932 Match aller | Juventus                                      | 4 - 0 | Ferencváros | Campo di Corso Marsiglia, Turin Arbitre : Cejnar |
| mercredi 29 juin 1932 Match aller | Orsi 14e · Cesarini 44e 55e · Sernagiotto 59e |       |             | Campo di Corso Marsiglia, Turin Arbitre : Cejnar |

| dimanche 3 juillet 1932 Match retour | Ferencváros                             | 3 - 3 | Juventus                    | Üllői-úti Pálya, Budapest 18h00 Arbitre : Braun |
| dimanche 3 juillet 1932 Match retour | Sárosi 15e (pen.) 18e (pen.) 84e (pen.) |       | 25e Orsi · 30e 65e Cesarini | Üllői-úti Pálya, Budapest 18h00 Arbitre : Braun |

- Demi-finale

| mercredi 6 juillet 1932 Match aller | Slavia Prague                                    | 4 - 0 | Juventus | Prague 18h30 Arbitre : Braun |
| mercredi 6 juillet 1932 Match aller | Kopecký 24e · Svoboda 29e 36e · Fiala 91e (pen.) |       |          | Prague 18h30 Arbitre : Braun |

| dimanche 10 juillet 1932 Match retour | Juventus | Match suspendu | Slavia Prague | Campo di Corso Marsiglia, Turin Arbitre : Miesz |
| dimanche 10 juillet 1932 Match retour |          |                |               | Campo di Corso Marsiglia, Turin Arbitre : Miesz |

### Matchs amicaux
| dimanche 8 septembre 1931 | Pro Vercelli | 0 - 1          | Juventus |  |
| dimanche 8 septembre 1931 |              | Buteur inconnu |          |  |

| dimanche 13 septembre 1931 | Juventus         | 5 - 0 | Pro Vercelli |  |
| dimanche 13 septembre 1931 | Buteurs inconnus |       |              |  |

| jeudi 1er octobre 1931 | Mantoue          | 2 - 2 | Juventus         |  |
| jeudi 1er octobre 1931 | Buteurs inconnus |       | Buteurs inconnus |  |

| dimanche 15 novembre 1931 | Intrese          | 3 - 2 | Juventus         |  |
| dimanche 15 novembre 1931 | Buteurs inconnus |       | Buteurs inconnus |  |

| dimanche 14 février 1932 | Sud-Est de la France | 0 - 2            | Juventus et Torino |  |
| dimanche 14 février 1932 |                      | Buteurs inconnus |                    |  |

## Effectif du club
Effectif des joueurs du Foot-Ball Club Juventus lors de la saison 1931-1932.

## Buteurs
Voici ici les buteurs du Foot-Ball Club Juventus toute compétitions confondues.
| 23 buts - Raimundo Orsi 16 buts - Giovanni Ferrari 15 buts - Giovanni Vecchina 14 buts - Federico Munerati 12 buts - Renato Cesarini 5 buts - José Maglio | 4 buts - Mario Varglien 3 buts - Luis Monti 2 buts - Luigi Bertolini 1 but - Enzo Rosa - Pietro Sernagiotto - Giovanni Varglien |